# Glory (Britney Spears)
Glory is het negende studioalbum van de Amerikaanse zangeres Britney Spears. Het werd uitgebracht op 26 augustus 2016 door RCA Records. Na het vernieuwen van haar contract bij RCA Records begon Spears in 2014 aan het album. Omdat er geen deadline voor het album was werkte ze verder aan het album in 2015 en 2016. De afwezigheid van een deadline zorgde ervoor dat Spears naar eigen zeggen de kans kreeg een van haar meest favoriete albums te creëren.
Glory kreeg positieve reviews van critici. Spears werd geprezen voor haar betrokkenheid en vocale uitvoering. Het album kwam op verschillende toplijsten voor beste album van 2016. Daarnaast kwam het op nummer drie van de Billboard 200, en stond op nummer een in Tsjechië, Ierland en Italië. Ook kwam het in de top tien in 20 andere landen. In Nederland kwam het album op nummer 8 van de Album Top 100.
Make Me... werd als eerste single uitgebracht op 15 juli 2016. Het nummer kwam op nummer 17 van de Billboard Hot 100. Slumber Party kwam op 16 november 2016 uit als tweede single en kwam op nummer 86 van de Billboard Hot 100. Verder werd Glory gepromoot door drie promotionele singles welke voorafgaand aan de release van het album werden uitgebracht; Private Show, Clumsy en Do You Wanna Come Over?. Spears heeft het album gepromoot met verschillende televisieoptredens, onder andere tijdens de MTV Video Music Awards en het Apple Music Festival van 2016.
In mei 2020 werd het album opnieuw uitgebracht met een nieuwe albumcover en de single Mood Ring. Dit zorgde voor hernieuwde populariteit voor het album, zo kwam het op nummer een terecht van de iTunes pop charts.
In december 2020 werd opnieuw de deluxe editie van het album uitgebracht, deze bevat de nieuwe nummers Swimming In The Stars, Matches gemaakt met de Backstreet Boys en drie remixes van het nummer Mood Ring.

## Achtergrond

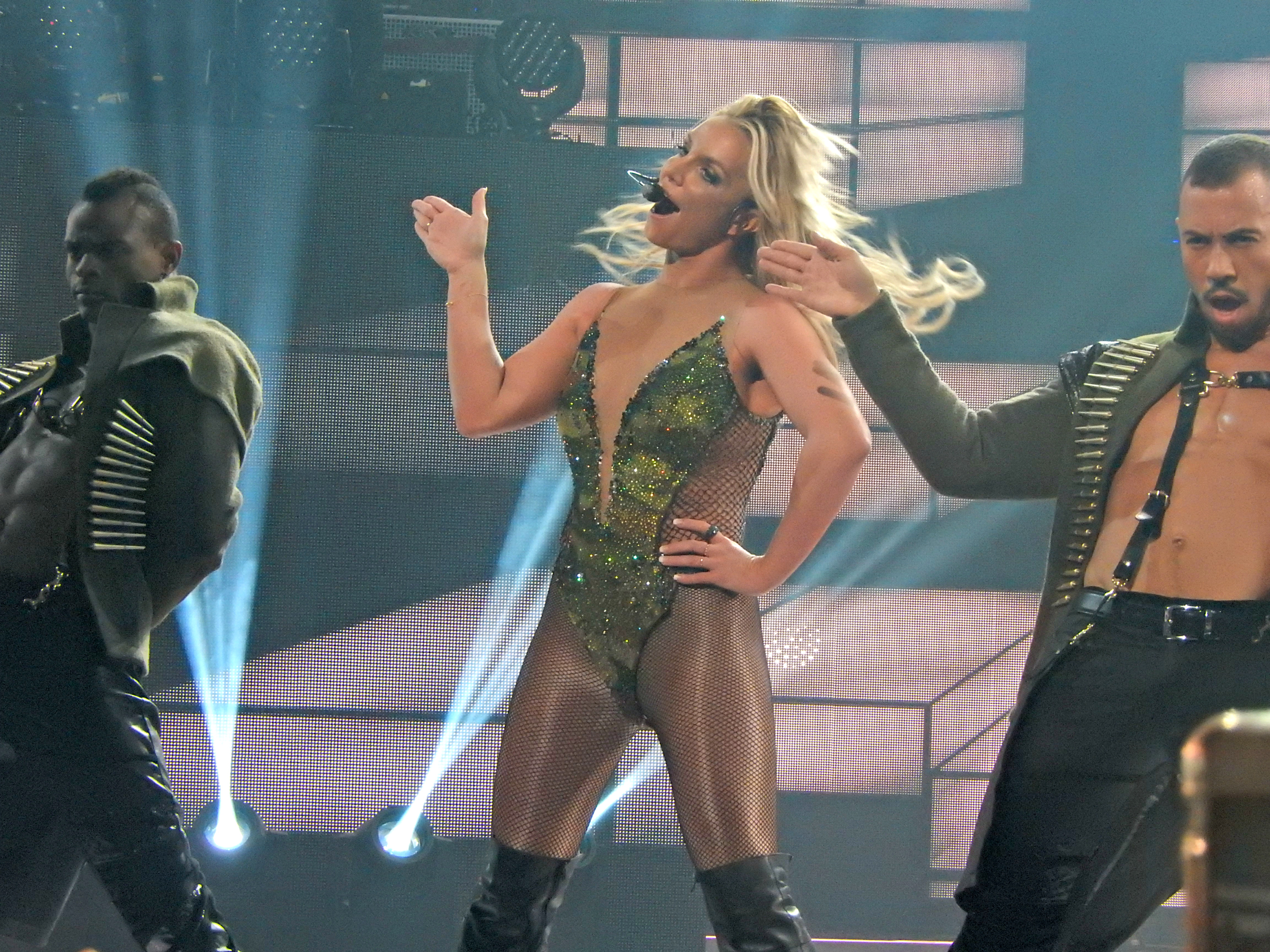
Spears tijdens een optreden van het Apple Music Festival in Londen op 27 september 2016.

In augustus 2014 kondigde Spears aan dat ze haar contract met RCA Records ging verlengen en dat ze bezig was met het schrijven en opnemen van nieuwe muziek. Het opnameproces duurde twee en een half jaar en 30-40 nummers werden opgenomen. Na zes maanden opnemen was Spears niet tevreden met het resultaat. Karen Kwak werd toen als uitvoerend producent aangesteld na de release van Pretty Girls en hielp Spears met het zoeken naar "de leukste mensen om mee te schrijven". Kwak wilde de sound van Spears eerdere albums Blackout (2007) en In the Zone (2003) in het album terug laten komen en zocht hierop gebaseerd de meest geschikte producers. Kwak zei over het album: "Britney zette de liedjes voort die ze voor zichzelf wilde doen. Ze bedacht concepten en melodieën. Het is haar baby".
In april 2015 bevestigde Matthew Koma dat hij aan materiaal voor het album had gewerkt. Niks van dit materiaal werd uiteindelijk gebruikt. In juni 2015 werd Spears gefotografeerd terwijl ze samenwerkte met Sam Bruno, echter werd van dit materiaal ook niks gebruikt. In juli 2015 werd Spears wederom gefotografeerd terwijl ze samenwerkte met Chantal Kreviazuk, Simon Wilcox en Ian Kirkpatrick. In dezelfde maand kondigde ook DJ Mustard aan mee te werken aan het album. Later werd bekend dat dit aan het nummer Mood Ring was. In de maanden die volgden werd ze gezien met producers Alex Da Kid en Mischke, en de zangers Burns, Justin Tranter en Julia Michaels.

## Onderscheidingen
| Jaar | Publicatie     | Onderscheiding                  | Plek | Bron   |
| ---- | -------------- | ------------------------------- | ---- | ------ |
| 2016 | Slant Magazine | 25 Best Albums of 2016          | 10   | [ 5 ]  |
| 2016 | Digital Spy    | 20 Best Albums of 2016          | 11   | [ 6 ]  |
| 2016 | Fuse           | Best Albums of the Year 2016    | 9    | [ 7 ]  |
| 2016 | Glamour        | 20 Best Albums of the Year 2016 | 20   | [ 8 ]  |
| 2016 | AOL            | Best Albums of 2016             | 5    | [ 9 ]  |
| 2016 | Rolling Stone  | 20 Best Pop Albums of 2016      | 5    | [ 10 ] |
| 2016 | AllMusic       | Favourite Pop Albums of 2016    | 5    | [ 11 ] |

## Tracklist

#### Standaard editie
| Nr.                  | Titel                     | Schrijvers                                                         | Producers                      | Duur |
| -------------------- | ------------------------- | ------------------------------------------------------------------ | ------------------------------ | ---- |
| 1.                   | "Invitation"              | Britney Spears, Julia Michaels, Justin Tranter, Nick Monson        | Monson, Mischke                | 3:19 |
| 2.                   | "Do You Wanna Come Over?" | Mattias Larsson, Robin Fredriksson, Michaels, Tranter, Sandy Chila | Mattman & Robin                | 3:22 |
| 3.                   | "Make Me..." (met G-Eazy) | Spears, Burns, Joe Janiak, Gerald Gillum                           | Burns, Mischke                 | 3:50 |
| 4.                   | "Private Show"            | Spears, Carla Marie Williams, Young Fyre, Simon Smith              | Winfrey, Mischke               | 3:55 |
| 5.                   | "Man on the Moon"         | Jason Evigan, Ilsey Juber, Phoebe Ryan, Sterling Fox, Marcus Lomax | Evigan, Dan Book, Pat Thrall   | 3:46 |
| 6.                   | "Just Luv Me"             | Daniel Omelio, Magnus August Høiberg, Michaels                     | Cashmere Cat, Robopop, Mischke | 4:01 |
| 7.                   | "Clumsy"                  | Talay Riley, Warren Felder, Alex Niceforo, Spears                  | Oak Felder, Alex Nice, Mischke | 3:02 |
| 8.                   | "Slumber Party"           | Larsson, Fredriksson, Michaels, Tranter                            | Mattman & Robin, Mischke       | 3:34 |
| 9.                   | "Just like Me"            | Spears, Michaels, Tranter, Monson                                  | Monson, Mischke                | 2:44 |
| 10.                  | "Love Me Down"            | Andrew Goldstein, Evan Kidd Bogart, Jesse St. John, Jessica Karpov | Goldstein, Mischke             | 3:18 |
| 11.                  | "Hard to Forget Ya"       | Oscar Görres, Ian Kirkpatrick, Brittany Coney, Denisia Andrews     | Görres, Kirkpatrick, Mischke   | 3:29 |
| 12.                  | "What You Need"           | Spears, Williams, Winfrey, Smith                                   | Winfrey, Mischke               | 3:07 |
| Totale lengte: 41:27 |                           |                                                                    |                                |      |

#### 2020 versie extra bonustrack
| Nr.                  | Titel       | Schrijvers                                                                                    | Producers                        | Duur |
| -------------------- | ----------- | --------------------------------------------------------------------------------------------- | -------------------------------- | ---- |
| 13.                  | "Mood Ring" | Dijon McFarlane, Nicholas Audino, Te Whiti Warbrick, Lewis Hughes, Jon Asher, Melanie Fontana | DJ Mustard, Twice as Nice, Asher | 3:48 |
| Totale lengte: 45:15 |             |                                                                                               |                                  |      |

#### Deluxe edition bonus tracks
| Nr.                  | Titel                               | Schrijvers                                                   | Producers                | Duur |
| -------------------- | ----------------------------------- | ------------------------------------------------------------ | ------------------------ | ---- |
| 13.                  | "Better"                            | Spears, Michaels, Tranter, Michael Tucker                    | BloodPop, Mischke        | 3:09 |
| 14.                  | "Change Your Mind (No Seas Cortes)" | Larsson, Fredriksson, Michaels, Tranter                      | Mattman & Robin, Mischke | 2:59 |
| 15.                  | "Liar"                              | Evigan, Breyan Isaac, Danny Parker, Nash Overstreet          | Evigan                   | 3:16 |
| 16.                  | "If I'm Dancing"                    | Kirkpatrick, Simon Wilcox, Chantal Kreviazuk                 | Kirkpatrick, Mischke     | 3:24 |
| 17.                  | "Coupure Électrique"                | Spears, Lance Eric Shipp, Nathalia Marshall, Rachael Kennedy | Shipp, Mischke           | 2:20 |
| Totale lengte: 56:35 |                                     |                                                              |                          |      |